# Nord Stream AG

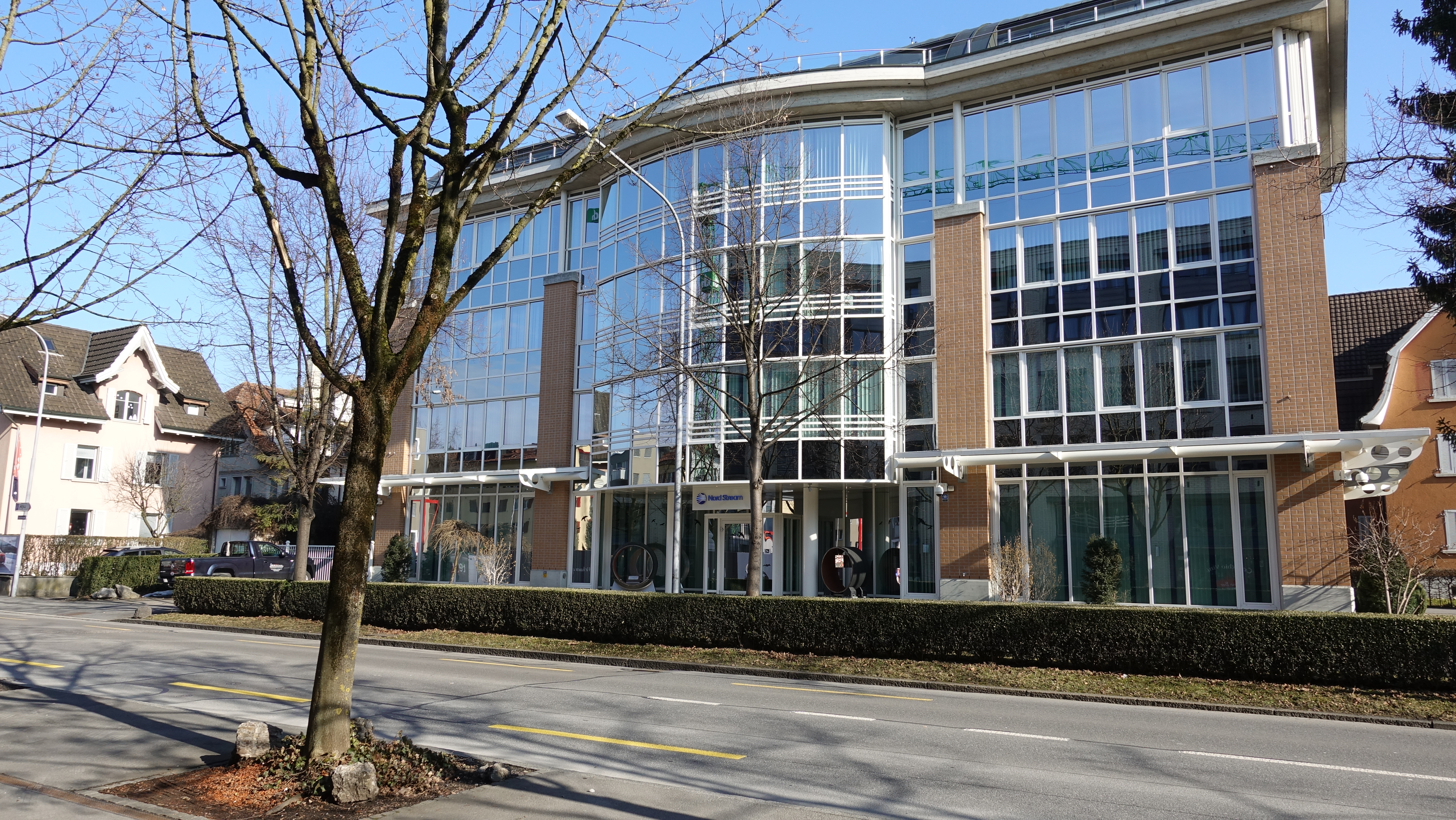
Firmensitz in Zug

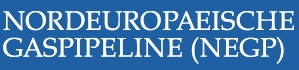
Altes Logo

Die Nord Stream AG mit Sitz in Zug betrieb die Pipeline Nord Stream 1 zum Transport von Erdgas von Russland durch die Ostsee nach Deutschland, konkret von einer Station nahe der finnischen Grenze bei Wyborg zum stillgelegten Kernkraftwerk Greifswald.
Für die weitgehend parallel geführte zweite Gas-Pipeline Nord Stream 2 war die getrennte Gesellschaft Nord Stream 2 AG zuständig, die russische Übergabestation in Ust-Luga ist unweit von Estland.

## Geschichte
Das Unternehmen wurde am 2. Dezember 2005 als Aktiengesellschaft nach schweizerischem Recht unter dem Namen NEGP Company in Zug in das Schweizer Handelsregister eingetragen. Sie wurde im September 2006 umbenannt in Nord Stream AG. Bei der Wahl des neuen Namens orientierte man sich an den Bezeichnungen anderer bedeutender unterseeischer Erdgasleitungen wie der Blue Stream durch das Schwarze Meer in die Türkei und der Greenstream im Mittelmeer.

## Eigentümer
Die führende russische Erdgasgesellschaft Gazprom hält mit 51 % die Aktienmehrheit. Die Wintershall, ein Tochterunternehmen der BASF, und die E.ON Ruhrgas waren mit jeweils 24,5 % beteiligt.
Am 6. November 2007 wurde bekannt, dass die niederländische Gasunie mit 9 % bei der Ostseepipeline einsteigt. Gasunie erhält diese Anteile an dem Joint-Venture je zur Hälfte von der E.ON Ruhrgas und dem BASF-Tochterunternehmen Wintershall, deren Anteil damit von 24,5 % auf 20 % sinkt. Die russische Gazprom bleibt mit 51 % Mehrheitsaktionär. Im Zuge der Ausgründung von Uniper gingen die E.ON-Anteile zunächst an diese, wurden aber im März 2016 wieder an E.ON übertragen. Aktuell halten Wintershall und E.ON (PEG Infrastruktur AG, Zug) je 15,5 % sowie Gasunie und die französische Engie (ehem. GDF Suez) je 9 % der Anteile.

## Geschäftstätigkeit
Aufgabe der Gesellschaft war die Planung, der Bau und der Betrieb der Ostseepipeline Nord Stream. Nachdem der Bau von zwei Röhren im Jahr 2012 abgeschlossen wurde, wurde die Zahl der Mitarbeiter deutlich reduziert, so dass Ende 2014 nur noch etwa 50 Mitarbeiter beschäftigt wurden.

## Unternehmensführung
Geschäftsführer ist laut Handelsregister Alexy Zaytsev, das einzige Verwaltungsratsmitglied im Sinne Art. 716 OR Urs Hausheer, ein juristischer Mitarbeiter beim Handelsregister- und Konkursamt des Kantons Zug.
Begleitet wird die Firma von einem Aktionärsausschuss („Shareholders Committee“). Er legt insbesondere die geschäftspolitischen Leitlinien der Gesellschaft fest und beruft den Geschäftsführer.
Vorsitzender des acht Mitglieder umfassenden Aktionärsausschusses ist als einer von vier Vertretern der Gazprom der deutsche Altbundeskanzler Gerhard Schröder. Die übrigen Vertreter Gazproms im Aktionärsausschuss sind der Gazprom-Vorstandsvorsitzende Alexei Miller, der Generaldirektor des für den Gasexport zuständigen Gazprom-Tochterunternehmens Gazpromexport, Alexander Medwedew, und Wlada Russakowa. E.ON Ruhrgas und Wintershall entsenden je zwei Mitglieder in den Aktionärsausschuss.
Geschäftsführer der Nord Stream AG war zunächst Matthias Warnig, ein enger Vertrauter von Putin. Seit 2016 ist Alexey Zagorovskiy Geschäftsführer.

## Interessen und Kritik an der Nord Stream
Der Pipelinebau berührt nicht nur Interessen der beteiligten Unternehmen, des Erdgas-Lieferlandes Russland und des Empfängerlandes Deutschland sowie möglicher weiterer Empfängerländer. Betroffen sind auch Interessen der Staaten, die mit dem Transport durch die Ostsee als Transitstaaten auf dem Festland umgangen werden (Belarus, Polen, Ukraine). Schliesslich betraf der Bau, der sich fast durch die gesamte Ostsee zog, insbesondere aufgrund ökologischer Auswirkungen auch die übrigen Anliegerstaaten der Ostsee.

### Interessen Deutschlands und der Europäischen Union
Deutschland bekam dank dieser Pipeline eine direkte Verbindung zu russischen Gasvorkommen. Das Gas muss nicht durch andere Staaten wie Belarus, Polen und die Ukraine geleitet werden.
Kritiker bemängelten, dass die Erdgasversorgung Deutschlands noch stärker vom bisherigen Hauptlieferanten Russland abhängig wurde. Die zunehmende Abhängigkeit berge nicht nur die Gefahr von Preiserhöhungen durch Russland, sondern machte Deutschland auch politisch erpressbar.
Die Europäische Union befürwortete den Bau der Nord Stream. Sie betrachtete die Leitung als ein vorrangiges Energieprojekt von gesamteuropäischem Interesse und stufte es 2000 und 2006 als sogenanntes TEN-Projekt ein (TEN: Transeuropäisches Netz).

### Interessen Russlands
Russland erschloss sich einen weiteren Transportweg für seine Erdgasexporte nach Westeuropa und zwar ohne Durchleitung durch dritte Staaten. Damit entfällt das Risiko, dass Transitländer russische Lieferungen nicht oder nur teilweise weiterleiten und selbst verbrauchen.
Gleichzeitig kann Russland Gaslieferungen nach Mittel- und Osteuropa in Zukunft leichter als politisches und wirtschaftliches Druckmittel nutzen. Russland wird mittel- und osteuropäische Länder von seiner Gasversorgung ohne negative Auswirkungen auf westeuropäische Abnehmer abschneiden können, soweit die westeuropäischen Staaten die Gaslieferungen durch die Nord-Stream-Leitung erhalten. Bisher wurden hingegen bei Lieferunterbrechungen Russlands – zum Beispiel beim Gasstreit zwischen Russland und der Ukraine – auch westeuropäische Abnehmerländer in Mitleidenschaft gezogen.
Die Position Russlands bei Verhandlungen mit den Transitstaaten über die Transitgebühren und die Preise der von ihnen bezogenen Gasmengen wurde durch den Bau der Nord-Stream-Leitungen gestärkt. Dabei ist allerdings zu berücksichtigen, dass die Kapazität der Nord-Stream-Pipeline zunächst nur 27,5 Milliarden Kubikmeter und im Endausbau rund 55 Milliarden Kubikmeter betragen sollte. Erdgaslieferungen durch die bestehenden Leitungen durch die Ukraine (Kapazität nach Angaben des Deutschen Instituts für Wirtschaftsforschung: rund 140 Milliarden Kubikmeter) und durch Belarus und Polen (Erdgasleitung Jamal–Europa mit einer Kapazität von rund 33 Milliarden Kubikmeter) könnten allenfalls teilweise auf die Nord-Stream-Leitungen verlagert werden.

### Kritik an der Nord Stream
Die Nord-Stream-Pipeline wird insbesondere von Staaten kritisiert, durch die bisher die russischen Erdgasexporte nach Westeuropa geleitet werden (zum Beispiel Polen). Sie befürchten eine Verschlechterung ihrer Verhandlungspositionen bei der Aushandlung der Konditionen für die Lieferung von russischem Erdgas in ihre Länder und der Transitgebühren, da Westeuropa durch die Nord Stream direkt mit Russland verbunden wird und Russland künftig einfacher Lieferungen in die Transitländer verringern kann, ohne damit auch die Lieferungen nach Westeuropa zu schmälern.
Insbesondere in Polen wurde das Projekt auch aus politischen Gründen scharf kritisiert, da Mitbestimmung in wichtigen Fragen, insbesondere in Fällen deutsch-russischer Kooperation, sowie Furcht vor einem russischen Neoimperialismus wichtige Motive polnischer Sicherheitspolitik seit der Wende sind. Die Umgehung der ostmitteleuropäischen Staaten ohne deren Zustimmung wurde daher vom damaligen Verteidigungsminister Radosław Sikorski mit dem Hitler-Stalin-Pakt verglichen, die Pipeline als geopolitisch „gegen Polen gerichtet“ bezeichnet.